# Edward Wyndham Tennant
Pour les articles homonymes, voir Edward Tennant.
Edward Wyndham Tennant (1er juillet 1897 - 22 septembre 1916) est un peintre et un poète anglais, tué à la bataille de la Somme.

## Biographie
Edward Wyndham Tennant est le fils d'Edward Tennant, 1er baron Glenconner et de Pamela Wyndham, écrivaine, Lady Glenconner qui épouse en secondes noces Edward Grey, 1er vicomte Grey de Fallodon. Son frère cadet est l'excentrique Stephen Tennant.
Il fait ses études au Winchester College, qu'il quitte à 17 ans pour s'engager dans les Grenadier Guards.
Il est surnommé « Bim » par sa famille et ses amis. On ne sait pas d'où ce surnom provient. Le bruit court qu'il avait une liaison avec Nancy Cunard, mais cela n'est pas vraisemblable, comme l'ont affirmé Colin Tennant, 3e baron Glenconner et Lois Gordon, le biographe de Nancy Cunard, qui, dans sa recherche approfondie, n'a jamais trouvé trace d'une telle liaison. 
Bim Tennant est enterré en France à Guillemont près de son ami Raymond Asquith (en) qui a été tué la semaine précédente de sa mort.

## Œuvre
- Les versets pour un enfant (imprimerie privée, 1909)
- Worple Flit et autres poèmes (imprimé à titre posthume, 1916)